# Doug Schwab

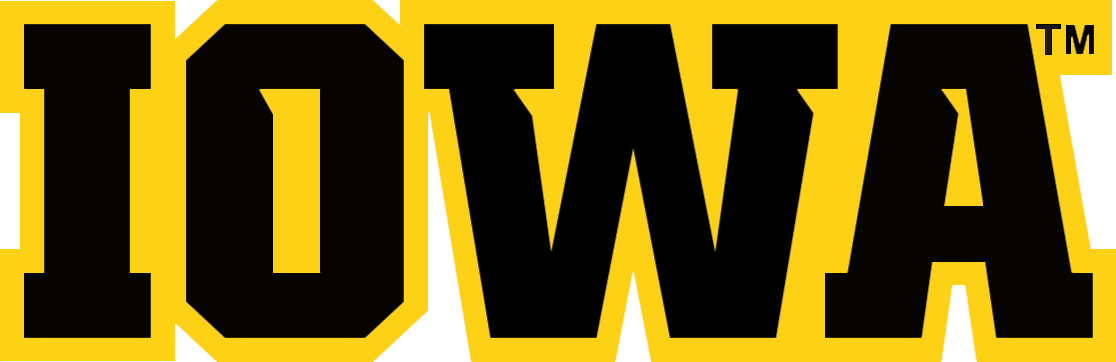
Zawodnik Iowa Hawkeyes

Douglas „Doug” Schwab (ur. 3 sierpnia 1977) – amerykański zapaśnik w stylu wolnym. Olimpijczyk z Pekinu 2008, gdzie zajął czternaste miejsce w wadze 66 kg.
Piąte miejsce na mistrzostwach świata w 2007. Brąz igrzysk panamerykańskich w 2007. Złoty medal mistrzostw panamerykańskich w 2006 roku.
Zawodnik Osage High School z Osage i University of Iowa. Trzy razy All-American (1999–2001) w NCAA Division I, pierwszy w 1999; drugi w 2001; trzeci w 2000 roku.